# Ichthydium podura
Ichthydium podura är en djurart som tillhör fylumet bukhårsdjur, och som först beskrevs av Müller 1773.  Ichthydium podura ingår i släktet Ichthydium och familjen Chaetonotidae. Inga underarter finns listade i Catalogue of Life.